# Grossa
Pour les articles homonymes, voir Grossa (homonymie).
Grossa est une commune française située dans le département de la Corse-du-Sud et le territoire de la collectivité de Corse. Le village appartient à la microrégion de la Bisogène dont il est historiquement le chef-lieu, à l'extrémité sud-occidentale de l'île.
Les habitants de Grossa sont appelés les Grossitains et les Grossitaines.

## Géographie
Le village est situé au sud de la Corse, à 13 km de Sartène au milieu d'un maquis abondant parsemé de rochers. Il est planté de lauriers roses et blancs. La plupart des maisons sont en granite.

### Voies de communication et transports

#### Accès routiers
Grossa est accessible par la RD 21 depuis Sartène ou depuis Belvédère (et Propriano).
Le village est distant, par route, de :
- 12 km de Sartène,
- 18 km de Propriano,
- 26 km d'Olmeto,
- 31 km de Sainte-Lucie-de-Tallano,
- 39 km de Levie,
- 46 km d'Aullène,
- 48 km de Figari,
- 59 km de Bonifacio,
- 68 km de Porto-Vecchio,
- 85 km d'Ajaccio,
- 119 km d'Aléria,
- 126 km de Vico,
- 150 km de Cervione,
- 151 km de Corte,
- 190 km de Bastia,
- 200 km de Saint-Florent,
- 212 km de l'Île-Rousse,
- 230 km de Calvi,
- 230 km de Rogliano.

## Urbanisme

### Typologie
Au 1er janvier 2024, Grossa est catégorisée commune rurale à habitat très dispersé, selon la nouvelle grille communale de densité à sept niveaux définie par l'Insee en 2022.
Elle est située hors unité urbaine. Par ailleurs la commune fait partie de l'aire d'attraction de Propriano, dont elle est une commune de la couronne,. Cette aire, qui regroupe 13 communes, est catégorisée dans les aires de moins de 50 000 habitants,.

### Occupation des sols
L'occupation des sols de la commune, telle qu'elle ressort de la base de données européenne d’occupation biophysique des sols Corine Land Cover (CLC), est marquée par l'importance des forêts et milieux semi-naturels (82,9 % en 2018), en augmentation par rapport à 1990 (76,5 %). La répartition détaillée en 2018 est la suivante : 
milieux à végétation arbustive et/ou herbacée (82,3 %), prairies (14,8 %), zones agricoles hétérogènes (2,3 %), espaces ouverts, sans ou avec peu de végétation (0,6 %). L'évolution de l’occupation des sols de la commune et de ses infrastructures peut être observée sur les différentes représentations cartographiques du territoire : la carte de Cassini (XVIIIe siècle), la carte d'état-major (1820-1866) et les cartes ou photos aériennes de l'IGN pour la période actuelle (1950 à aujourd'hui).

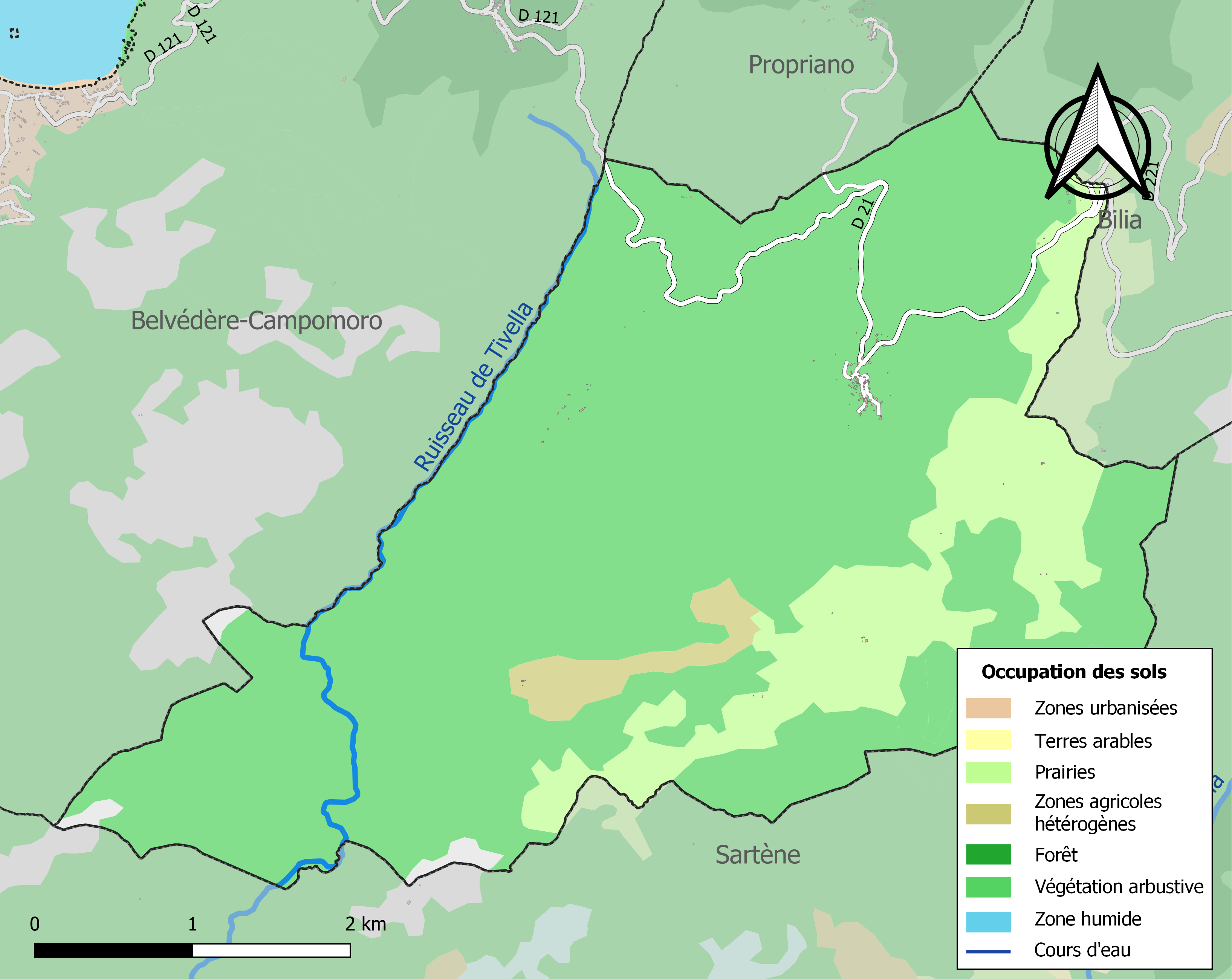
Carte des infrastructures et de l'occupation des sols de la commune en 2018 (CLC).

## Histoire
Le chroniqueur Giovani della Grossa est originaire de ce village.

## Politique et administration
| Période                                  | Période                       | Identité                  | Étiquette | Qualité                              |
| ---------------------------------------- | ----------------------------- | ------------------------- | --------- | ------------------------------------ |
| ?                                        | 1941                          | Jacques Codaccioni        |           | Révoqué par le Gouvernement de Vichy |
|                                          | 1876                          | César Titus Pompée Tomasi |           | Maire                                |
| avant 1981                               | ?                             | Antoine Alfonsi           | PCF       |                                      |
| 2008                                     | 2014                          | Patrick Fouquet           |           | Notaire                              |
| 2014                                     | 2020                          | Marie-France Giovanni     |           | Secrétaire au lycée de Sartène       |
| 2020                                     | En cours (au 10 juillet 2020) | Mathias Costanzo          |           |                                      |
| Les données manquantes sont à compléter. |                               |                           |           |                                      |

## Démographie
L'évolution du nombre d'habitants est connue à travers les recensements de la population effectués dans la commune depuis 1800. Pour les communes de moins de 10 000 habitants, une enquête de recensement portant sur toute la population est réalisée tous les cinq ans, les populations de référence des années intermédiaires étant quant à elles estimées par interpolation ou extrapolation. Pour la commune, le premier recensement exhaustif entrant dans le cadre du nouveau dispositif a été réalisé en 2006.

En 2022, la commune comptait 73 habitants, en évolution de +69,77 % par rapport à 2016 (Corse-du-Sud : +7,61 %, France hors Mayotte : +2,11 %).
| 1800  | 1806 | 1821 | 1831 | 1836 | 1841 | 1846 | 1851 | 1856 |
| ----- | ---- | ---- | ---- | ---- | ---- | ---- | ---- | ---- |
| 1 012 | 300  | 218  | 261  | 343  | 342  | 368  | 411  | 526  |

| 1861 | 1866 | 1872 | 1876 | 1881 | 1886 | 1891 | 1896 | 1901 |
| ---- | ---- | ---- | ---- | ---- | ---- | ---- | ---- | ---- |
| 504  | 458  | 439  | 450  | 438  | 479  | 525  | 502  | 539  |

| 1906 | 1911 | 1921 | 1926 | 1931 | 1936 | 1946 | 1954 | 1962 |
| ---- | ---- | ---- | ---- | ---- | ---- | ---- | ---- | ---- |
| 527  | 535  | 533  | 544  | 508  | 522  | 172  | 167  | 80   |

| 1968 | 1975 | 1982 | 1990 | 1999 | 2006 | 2011 | 2016 | 2021 |
| ---- | ---- | ---- | ---- | ---- | ---- | ---- | ---- | ---- |
| 78   | 72   | 58   | 44   | 38   | 52   | 43   | 43   | 63   |

| 2022 | - | - | - | - | - | - | - | - |
| ---- | - | - | - | - | - | - | - | - |
| 73   | - | - | - | - | - | - | - | - |

## Lieux et monuments
- Le menhir de Vaccil Vecchiu, situé en contrebas du village, est classé au titre des monuments historiques par la liste de 1862[12].
- L'église San Giovanni Battista se trouve à 1 km de Grossa en direction de Sartene. L’ancienne église romane San Giovanni Battista, isolée dans la campagne en contrebas du village, est datable du début du XIIe siècle par comparaison stylistique avec d’autres monuments de Corse-du-Sud comme San Giovanni de Carbini[13]. L'édifice a été classé au titre des monuments historique en 1977[14].
- Église Notre-Dame-de-la-Nativité de Grossa.
- Alo-Bisucce est un site archéologique situé à 2 km de Grossa en direction de Sartène, datant de l'Âge du bronze (entre 1300 et 1500 av. J.-C. en France)[15]. Il a été découvert entre 1963 et 1965 sous la conduite de Roger Grosjean, l’archéologue qui a étudié les sites de Filitosa et Cucuruzzu. Il a été utilisé par la civilisation torréenne. Il se compose d’une Torre effondrée, d’une dizaine de cabanes délimitées par des murets et d’une grosse muraille, partiellement conservée, qui ceinturait l’ensemble. Deux fragments de statues-menhirs ont également été découverts sur ce site.

Dans le cœur, de forme circulaire de 3,4 m diamètre on a trouvé des traces de feu avec des plaques d'argile brûlées. Alo-Bisucce représente un des rares témoignages de cette présence en Corse. Il en existe un autre dans les environs de Sotta.

## Héraldique
| Blason de Grossa | Blason  | Tiercé en pairle renversé : au 1er d'azur à la statuette dite Mère Déesse du lieu d'or, au 2e d'azur au clocher de l'église du lieu au trait de sable et à la rose des jardins tigée et feuillée au naturel posée en bande et brochant en pointe, au 3e d'argent à la tête de Maure de sable tortillée d'argent. |
| Blason de Grossa | Détails | Création Jean-François Binon. |